# Joseph Esterházy
Joseph Esterházy (ur. 7 maja 1688 w Eisenstadt, zm. 6 czerwca 1721 tamże) – węgierski arystokrata. Księciem Esterházy był tylko rok (1721).
Jego ojcem był Paul I Esterházy (1635-1713), a matką Eva Thököly, córka Imre Thököly'ego. Ich synami byli dwaj następni książęta: Paul II Anton Esterházy i Miklós József Esterházy.